# Oruaiti
Oruaiti ist eine kleine Siedlung im Far North District der Region Northland auf der Nordinsel von Neuseeland.

## Namensherkunft
Oruaiti bedeutet in der Sprache der Māori so viel wie „Ort, an dem sich eine kleine Grube befindet“.

## Geographie
Die Siedlung befindet sich rund 33 km ostnordöstlich von Kaitaia und rund 40 km nordwestlich von Kerikeri am Oruaiti River, der rund 3 km südsüdwestlich in einen Nebenarm des Mangōnui Harbour mündet. Der New Zealand State Highway 10 führt durch die Siedlung.

## Geschichte
In Oruaiti stand einst die Oruaiti Chapel, die als kleinste Kirche Neuseelands gilt und heute im Kiwi North Heritage Park von Whangārei steht.

## Wirtschaft
Die Siedlung lebt von der Landwirtschaft.